# Information Society (album)
Information Society è il primo album in studio del gruppo musicale statunitense omonimo, pubblicato il 21 luglio 1988.

## Tracce
1. What's on Your Mind (Pure Energy) – 4:33
2. Tomorrow – 4:11
3. Lay All Your Love on Me – 3:39
4. Repetition – 4:33
5. Walking Away – 5:01
6. Over the Sea – 3:50
7. Attitude – 4:12
8. Something in the Air – 4:54
9. Running – 7:41
10. Make it Funky – 1:08